# Anguirus
Anguirus (アンギラス, Angirasu) is een kaiju die voorkomt in een aantal Godzilla-films geproduceerd door de Japanse filmstudio Toho.
Anguirus was de eerste tegenstander van Godzilla. Hij maakte zijn debuut in Godzilla Raids Again. In de originele Japanse versie van de film heette hij Angilas, maar in de Engelstalige nasynchronisatie werd dit veranderd naar Angurus. In 1959 nam Toho copyright op deze Engelse naam, waardoor dit de officiële naam van het monster werd.

## Achtergrond

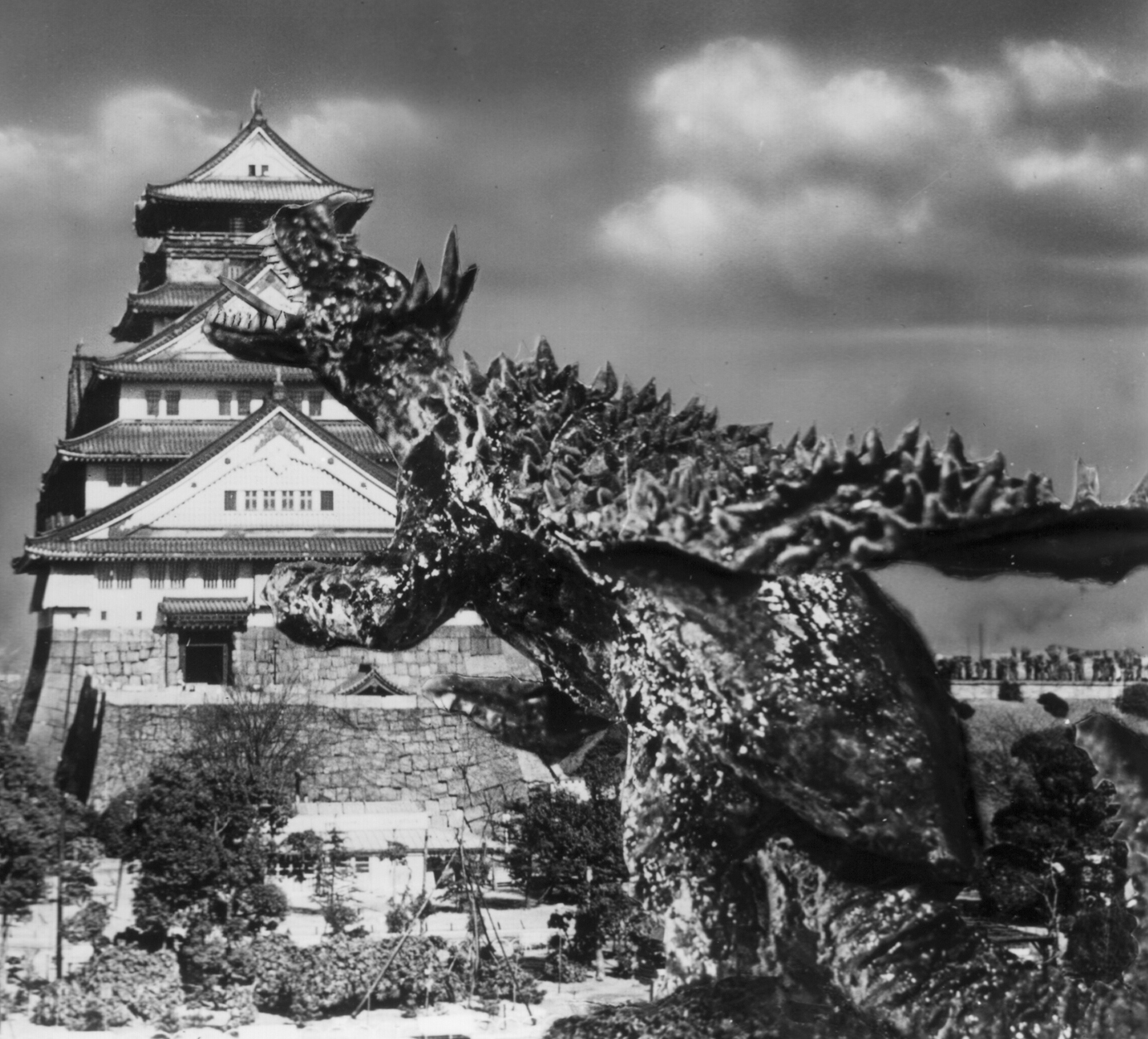
Anguirus (1955)

### Uiterlijk
Anguirus is een van de weinige Kaiju die op vier in plaats van twee poten loopt. Zijn uiterlijk is sterk gemodelleerd naar dat van een Ankylosaurus. Hij heeft meerdere horens op zijn kop, waaronder 1 hoorn op zijn neus. Zijn snuit is langgerekt zoals bij een krokodil. Zijn rug is geheel bedekt met scherpe stekels, evenals de punt van zijn staart. Indien nodig kan Anguirus op zijn achterpoten gaan staan om zijn voorpoten te gebruiken in een gevecht.

### Vaardigheden
Anguirus is gewapend met scherpe tanden, klauwen en stekels. In tegenstelling tot veel van Godzilla’s latere tegenstanders beschikt hij niet over langeafstandswapens, en moet zijn tegenstander derhalve van dichtbij confronteren.
Ondanks zijn omvang en gewicht kan Anguirus behoorlijk snel rennen. Zijn brein strekt zich uit tot in zijn borstkas, waardoor hij snel kan reageren. Hij kan zich ingraven en hoog springen. Tevens kan hij zich oprollen tot een bal vol stekels.
Anguirus heeft tevens een groot uithoudingsvermogen en sterke wilskracht. Hij is een agressieve vechter, en gaat net zo hard de confrontatie aan met tegenstanders die groter en sterker zijn dan hijzelf.

## Incarnaties

### Showaserie
Anguirus is een dinosaurus die vermoedelijk door nucleaire testen is ontwaakt uit een jarenlange slap. Hij was de eerste tegenstander die Godzilla bevocht. Blijkbaar was Anguirus’ soort erg vijandig tegenover monsters als Godzilla. De twee vochten het uit in Osaka, waar Godzilla won. Hij leek Anguirus te doden met zijn atoomstraal.
Ondanks zijn dood in deze film keerde Anguirus weer terug in Destroy All Monsters, ditmaal met een nieuw kostuum. In deze film was hij een bondgenoot van Godzilla, dus het is mogelijk dat dit een andere Anguirus is dan die uit “Godzilla Raids Again”. Hij hielp Godzilla om de monsters Gigan en King Ghidorah te verslaan.
Anguirus was een van de eerste monsters die vocht met Mechagodzilla. Deze was te sterk voor Anguirus, en hij werd verslagen.
In 1999 (het jaar waarin “Destroy All Monsters” plaatsvond) vocht Anguirus met vele andere Kaiju tegen King Ghidorah.

### Millennium Series
Na de Showaserie bleef het een tijdje stil rondom Anguirus. In de Heisei-filmreeks had hij geen rollen. Hij dook pas weer op in Godzilla: Final Wars, als een van de Kaiju die onder controle stond van de Xillians. Hij verscheen voor het eerst in Sjanghai, dat hij met de grond gelijk maakte.
Toen Godzilla losbrak en alle vijandige monsters begon te verslaan, stuurden de Xillians Anguirus op Godzilla af samen met Rodan en King Caesar. De drie werden echter makkelijk verslagen. Godzilla liet de drie monsters echter in leven, en wat er naderhand met ze is gebeurd is niet bekend.

## Media

### Filmografie
- Godzilla Raids Again
- Destroy All Monsters
- All Monsters Attack (via oud beeldmateriaal)
- Godzilla vs. Gigan
- Godzilla vs. Megalon
- Godzilla vs. Mechagodzilla
- Godzilla Island (televisieserie)
- Godzilla: Final Wars

### Computerspellen
- Battle Soccer
- Godzilla, King of the Monsters!
- Godzilla: Destroy All Monsters
- Godzilla: Save the Earth
- Godzilla: Destroy All Monsters Melee
- Godzilla: Battle Legends
- Godzilla: Giant Monster March
- Godzilla: Unleashed
- Godzilla Unleashed: Double Smash

## Andere media
- Anguirus deed mee in de Godzilla boekenreeks van Marc Cerasini.

## Trivia
- Anguirus stond aanvankelijk gepland voor de film "Godzilla, Mothra and King Ghidorah: Giant Monsters All-Out Attack". Hij zou hierin een van de drie Guardian monsters zijn samen met Varan en Baragon. Toho drong er echter op aan om de populairdere Mothra en King Ghidorah in het script te verwerken, waardoor Anguirus eruit geschreven werd.
- Ook zou Anguirus oorspronkelijk een cameo hebben gehad in "Godzilla: Tokyo S.O.S.." Zijn lichaam zou worden gevonden op het strand, waarna wetenschappers zouden concluderen dat hij was gedood door Godzilla. Toho zag af van dit plan omdat ze bang waren voor negatieve reacties van fans.